# تقارن پیوسته
تقارن پیوسته مفهومی بصری مربوط به دیدن برخی تقارن ها در حرکت است. مفهوم تقارن پیوسته تا حد زیادی از مفاهیم گروه توپولوژیک، گروه لی و عمل گروه نشات گرفته. تقارن پیوسته نقش اصلی را در یک اقتباس از قانون پایستگی در اصول تقارن در قضیه نوتر — در فیزیک نظری — ایفا می‌کند.